# ナイジェリア生徒拉致事件
ナイジェリア生徒拉致事件（ナイジェリアせいとらちじけん）は、2014年4月の14日夜から翌15日にかけてボルノ州の公立中高一貫女子学校から276名の女子生徒が拉致された事件である。ナイジェリア北東部を拠点に活動する、イスラーム過激派とタクフィリ思想家集団からなるテロ組織ボコ・ハラムの手により犯行声明が出された。

## 背景
反乱組織ボコ・ハラムは西洋式の非イスラム教育に反対しており、ナイジェリア政府の続ける欧化政策が彼らの引き起こすテロ行為の要因となっていた。度重なるボコ・ハラムの攻撃によって今までに何千人もの死者が発生しており、2013年5月には連邦政府は反乱組織との戦闘が行われているボルノ州にて非常事態を宣言した。締め付けの強化により数百名に及ぶボコ・ハラムのメンバーが逮捕あるいは殺害されるに至ったが、一方で山岳地帯へと追いやられた組織は民間人を目標とする攻撃を増やした。結局のところこの掃討作戦は国内を安定させるまでには至らなかった。マリ北部紛争に対応したフランス軍の圧迫をうけた国外のボコ・ハラムのメンバーやAQIM(イスラーム・マグリブ諸国のアル＝カーイダ機構)のテロリストらがナイジェリアに流入したことも治安の維持を困難にさせる一因となっていた。
2010年よりボコ・ハラムは学校を攻撃目標とするようになり数百名もの生徒を殺害した。組織は、政府がイスラム教的な教育を妨げる限り今後も学校に対する攻撃を続けていくと発表。ボコ・ハラムの活動により一万人の子供たちが登校困難な状況に陥った。またボコ・ハラムは、女性は教育を受けるべきではないという思想から少女を誘拐し、料理担当や性的奴隷として従事させていることも知られている。
ボコ・ハラムの攻撃は2014年から激しくなり、2月にはドロンバガ、イグヘの村々で100名を超えるキリスト教徒の男たちが殺害された。また同月、ナイジェリア北東部で起きた連邦大学襲撃事件では59名の少年が殺害された。3月には組織はギワにあるナイジェリア軍兵舎を襲撃、拘束されていたボコ・ハラム兵士を解放した。4月14日、アブージャの爆破テロ事件が発生、少なくとも88名が死亡した。そのまさに同日、ナイジェリア生徒拉致事件は発生した。ボコ・ハラムは2014年だけで4000人近くを殺害しているとされる(4月21日現在)。前述のAQIM、すなわちイスラーム・マグリブ諸国のアル＝カーイダ機構とアラビア半島のアルカーイダから訓練を受けたことでその活動が過激化したとみられている。

## 拉致事件の発生

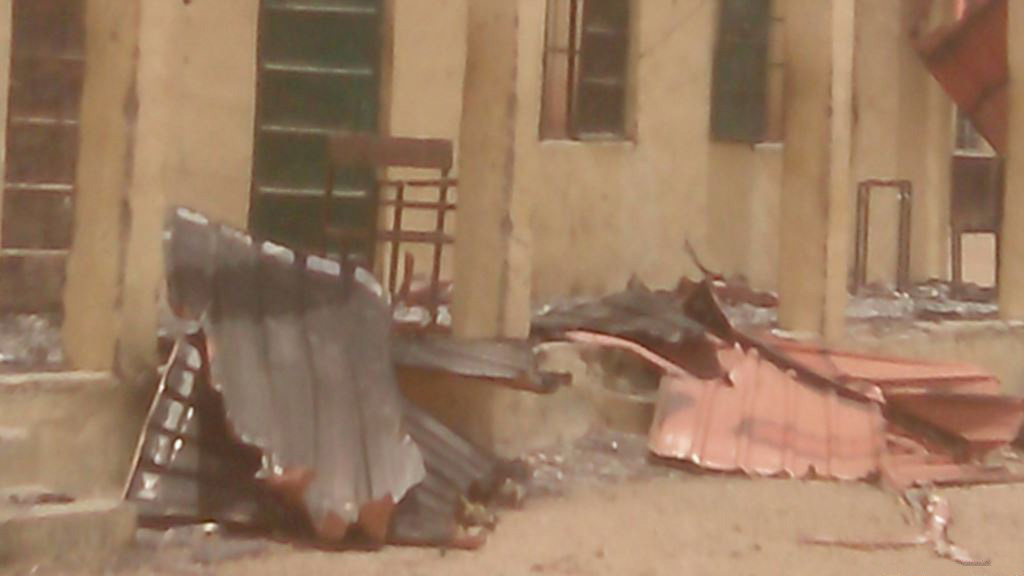
破壊された学校

2014年4月14日夜から翌15日にかけて、ボコ・ハラムの民兵集団がナイジェリア、チボクにある公立の女学校を襲撃した。集団は学校に押し入り警備に当たっていた警察官数名、そして兵士一人を殺害した。多数の生徒がトラックに押し込められ、ボコ・ハラムの要塞化された拠点があることで知られるサンビサ森林内のコンドゥガ地区へと連れて行かれたものとみられている。また、チボクでは事件の中で家々も焼き尽くされていた。事件に先立ち、治安の悪化により学校は四週間にわたって閉鎖されていたが、物理の修了試験を受けるために複数の学校から生徒が集められていた。
近隣の村々から530名の生徒が後期中等教育認定試験に登録していたことが分かっているが、そのうちの何名が襲撃の時間に現場に居合わせたかははっきりしていない。少女たちは16歳から18歳の卒業を控えた生徒だった。第一報では85名の生徒が拉致被害に遭ったとされた。週末、4月19日になると軍は129名の被害者のうち100名以上が解放されたと発表したがそれは撤回され、21日になると生徒の保護者たちは234名の女生徒たちが行方不明であると発表した。二回にわたり何人かの生徒のグループがテロリストからの逃亡に成功している。警察によれば5月2日現在、被害者は276名、うち53名が自力で戻ってきているという。
別の報告では329名の少女が誘拐され、53名が逃亡に成功し276名がいまだ行方不明であるとしている。
後にアムネスティ・インターナショナルは、ナイジェリア軍は事件発生の4時間も前に襲撃計画の情報をつかんでいながら、学校を守るに足るだけの戦力の増援に失敗したという報告をまとめている。ナイジェリア軍は4時間前に襲撃計画をつかんでいたことを認めたうえで、限界を超えて広範囲に展開している軍に援軍を送る能力は無かったとしている。

## 事件後
被害生徒たちはイスラム教への改宗を強いられ、そしてボコ・ハラムのメンバーとの結婚を強要されている。その際に₦2000($12.50/£7.50)がいわゆる「ブライドプライス」として取り交わされており事実上の人身売買が行われている
。多くの生徒はチャドやマリといった隣国へと連れて行かれていると見られており、生徒とともに国境を越えるボコ・ハラム兵士がサンビサ森林に住む現地住民により目撃されている。ボコ・ハラムの隠れ家になっていると見られている森では
現地住民からの目撃情報も少なくなく、ナイジェリア北東部の全域から売られていった女生徒たちの痕跡をうかがえる。
5月2日、警察はいまだに正確な被害者の数が不明であると発表した。事件の際に学校の記録が失われたために正確な人数が把握できなくなっていた。そこで警察は被害者の正確な人数を把握するため保護者達に書類の提出を求めた。5月4日、ナイジェリア大統領グッドラック・ジョナサンが事件後初めて公の場で事件について触れ、行方不明の少女たちを見つけるためにあらゆる手段を講じると発表した。また同時に、情報の提供が不十分であると被害者の保護者たちを非難した。
5月5日。ボコ・ハラムのリーダー、アブバカル・シェカウがビデオの中で犯行声明をだした。シェカウは「アラーは彼女らを売るようにと私に命じた。私はアラーの命令を遂行する」と宣言、さらには「私の信仰では奴隷制度が認められている。私は(これからも)民衆を捕まえては奴隷とするだろう」とも発言している。彼はその中で、女性は学校になど行くべきではない、9歳から結婚できるのだから結婚するべきだとも主張している。件の拉致事件に続いてボコ・ハラムは再びナイジェリア東北部で12歳から15歳の8名の少女を誘拐、後の報道では11人とされた。チボクでは多くの住人がクリスチャンとして暮らしている。シェカウもビデオの中で「イスラムを受け入れていない少女たちは、――今ここにたくさん集められたわけだが、預言者ムハンマドが異教徒に対して行ったことと同じように扱う」と述べており、誘拐した少女たちの多くが非イスラム教徒であったことがうかがえる。
5月5日、ガンボル・ンガラの街をボコ・ハラムが襲撃、少なくとも300名の住民が殺害された。ナイジェリア保安部隊が拉致被害生徒の捜索のために街を離れた直後のことだった。
5月9日ボコ・ハラムの前ネゴシエイター、シェフ・サニが、ボコ・ハラムは誘拐した女生徒たちと拘留されている組織のメンバーとの交換を望んでいると発表
。
5月11日ボルノ州知事カシム・シェティマは、誘拐された少女たちを確認したこと、そして(知事の確認した)彼女らは国境を越えていないという旨の報告をした
。
5月12日、人質交換交渉の中でボコ・ハラムは130名の誘拐された少女たちの映るビデオを公開した。ビデオの中で少女たちはヒジャブとチャードルに身を包んでいた

。
被害少女たちの安全を考え、ジャーナリストを仲介とした人質交換交渉がナイジェリア刑務所で行われた。しかし大統領グッドラック・ジョナサンはアメリカ、イスラエル、フランス、イギリスの外相らとパリで会談、その中でテロリストと取引をするべきではないこと、そして軍事作戦の必要性について合意がなされ、2014年5月14日、人質交換交渉は最終局面で頓挫した
。
2014年5月26日。ナイジェリア軍のトップは被害生徒たちの所在を突き止めたが、想定される被害の大きさから強行な救出作戦は断念したと発表した。
5月30日、ナイジェリア東北地方バール(Baale)地区の民兵が強姦され半死状態で木につるされている二人の誘拐被害少女を発見した。近隣の村の住人は、ボコ・ハラムのグループは2人を置き去りにし従順でない他の4人の少女は殺害し埋めたと証言している。223名がいまだ行方不明となっている。
10月17日、ナイジェリア政府は、ボコ・ハラムとの間で女子生徒の解放について合意に達したと発表したが、翌11月、ボコ・ハラムの指導者アブバカル・シェカウは、ビデオレターの中で合意は事実ではないとし、既に女子生徒はイスラム教に改宗した上で結婚させたと説明している。
2016年5月17日、北東部ボルノ州にて、パトロール中だった自警団や兵士らによって女子生徒が1名保護された。救出された生徒は初。
2017年5月6日、スイスと赤十字社の仲介で82人の生徒が治安当局に拘束されていたボコ・ハラムの幹部5人と交換に解放された。当初は、83人解放される予定であったが1人が戦闘員との結婚を理由に解放を拒否した。
2021年8月7日、ナイジェリア北東部の州知事が、拉致された女子生徒の一人が解放され、家族と再会したと発表した。
2022年7月25日、ナイジェリア軍は過激派との戦闘では2014年にチボクの中学校でボコ・ハラムにより拉致された女性2人を救出したと発表した。チボクでは276人が拉致され、今までに200人近くが交渉による解放および逃走により保護されているが、いまだ100人近くが消息不明となっている。